# 国立台南大学附属中学
国立台南大学附属中学（こくりつたいなんだいがくふぞくちゅうがく、英語: The Affiliated Senior High School of National University of Tainan）は台湾の台南市永康区に位置する国立台南大学付属の高級中学。略称は南大附中とASHS.NUTNである。

## 校史
- 1939年、開校。
- 1939年4月1日に「台南州台南農業学校」と命名され、農学、獣医畜産学、農業土木学の3学科に分かれていたのが始まり。
- 1940年、校舎が完成し、現在の場所に移った。
- 1959年、当時台南にあった戦後4大専門学校の一つである台南高級農業専門学校（略称：台南高農）に改称された。
- 1966年、農業生産学科と園芸学科が新設された。
- 1969年には農業機械科を増設。
- 1971年、農芸学部が設立された。
- 1974年、農業生産学科は食品加工学科に変更された。
- 1971年、総合農学部門と農学部門が統合され、農業経営部門となった。
- 1980年には、園芸部門が加わった。
- 1988年、農学科、食品ビジネス科、食品飲料管理科が設置された。
- 1997年、総合高校が試験的に開校し、3年連続で毎年3クラスずつ増設された。
- 2002年には、台湾高校、台南高校と「永康学院」を結成し、3校間の図書館間協力や資源交換を行っている。
- 2003年、「国立台南師範大学附属高等学校」に改称された。
- 2004年、国立台南師範大学の大学化に伴い、「国立台南大学附属高等学校」と改称された。
- 2005年、現在の生徒が卒業した後、同校のすべての職業訓練コースは終了した。 同年、新たに普通科高校4クラスが加わり、残り11クラスが統合高校となった。
- 2007年、国立台南大学台湾文化研究所で教鞭をとっていた関志明教授が、NTU高校の校長に就任した。
- 2010年には、ISO9001品質マネジメントシステムの認証に合格し、国際品質認証を取得した。
- 2011年、一般高校生のための特別クラスを開設。

### 歴代校長
日本統治時代
| 任次   | 姓名       | 任期           |
| ------ | ---------- | -------------- |
| 第一任 | 井上千代司 | 1939/04 - 不詳 |

| 任次     | 姓名   | 任期              |
| -------- | ------ | ----------------- |
| 第一任   | 吳錦寓 | 1945/10 - 1946/04 |
| 代 理    | 張秤   | 1946/04 - 1946/06 |
| 第二任   | 李道坦 | 1946/07 - 1951/07 |
| 第三任   | 章今默 | 1951/08 - 1955/01 |
| 第四任   | 滕詠延 | 1955/02 - 1960/03 |
| 第五任   | 賈守勗 | 1960/04 - 1970/07 |
| 第六任   | 成天驥 | 1970/08 - 1979/12 |
| 第七任   | 任藝華 | 1980/01 - 1989/01 |
| 第八任   | 江佐顯 | 1989/02 - 1996/07 |
| 第九任   | 陳春雄 | 1996/08 - 2006/07 |
| 第十任   | 管志明 | 2006/08 - 2012/07 |
| 第十一任 | 邱敏捷 | 2012/08 - 2017/07 |
| 第十二任 | 陳森杰 | 2017/08至今       |

## 姉妹校
- 山形県立置賜農業高等学校[1]
- 麗澤中学校・高等学校[2]